# Pouillot à deux barres
Phylloscopus plumbeitarsus
Espèce
Statut de conservation UICN

 LC  : Préoccupation mineure
Le Pouillot à deux barres (Phylloscopus plumbeitarsus) est une espèce de passereaux de la famille des Phylloscopidae. Il est parfois appelé Pouillot à pattes sombres.

## Répartition
Cet oiseau niche en Mongolie, en Manchourie et le sud de la Sibérie ; il hiverne en Indochine, la péninsule de Leizhou et à Hainan.
C'est une espèce migratrice. Avant la migration post-nuptiale, les adultes et les juvéniles muent.

## Classification
Le nom valide complet (avec auteur) de ce taxon est Phylloscopus plumbeitarsus Swinhoe, 1861.
Ce taxon porte en français les noms vernaculaires ou normalisés suivants : Pouillot à deux barres,, Pouillot à pattes sombres,, Pouillot ardoisé.
Phylloscopus plumbeitarsus a pour synonymes :
- Phylloscopus trochiloides plumbeitarsus Swinhoe, 1861
- Seicercus plumbeitarsus (Swinhoe, 1861)

Il faisait autrefois partie de la grande famille des Sylvidae. Il est étroitement apparenté au Pouillot verdâtre, avec qui il a longtemps été considéré conspécifique.[réf. nécessaire]